# Чехоев, Анатолий Георгиевич
Анатолий Георгиевич Чехо́ев (осет. Чехойты Георгийы фырт Анатоли; род. 20 апреля 1950, Цхинвали, Юго-Осетинская АО, Грузинская ССР, СССР) — советский, российский и юго-осетинский государственный и политический деятель.
Первый секретарь Юго-Осетинского обкома КП Грузии (1988—1990). Депутат Государственной думы Федерального собрания Российской Федерации II—III созывов (2000—2003). Член фракции КПРФ.

## Биография
Родился 20 апреля 1950 года в Цхинвале в семье служащих. Осетин. В 1973 году окончил Северо-Кавказский горно-металлургический институт (Орджоникидзе).
В 1973—1975 годах служил в рядах СА.
В 1975—1979 годах — старший диспетчер, затем — начальник цеха  цхинвальского завода «Электровибромашина», председатель бюро международного молодёжного туризма «Спутник» при обкоме комсомола.
В 1979—1982 годах — первый секретарь Цхинвальского ГК ВЛКСМ.
В 1988—1990 годах — первый секретарь Юго-Осетинского обкома КПСС
В 1989—1991 годах — народный депутат СССР. Сопредседатель депутатской группы «Союз».
В 1993—1994 годах — полномочный представитель непризнанной Республики Южная Осетия в Москве в ранге вице-премьера.
Один из инициаторов проведения XXIX съезда КПСС, с 27 марта 1993 года по 16 апреля 2005 года заместитель Председателя—секретарь Совета СКП-КПСС.
В 1995—1999 годах — депутат Государственной Думы второго созыва по списку КПРФ. Заместитель председателя комитета по делам Содружества независимых государств и связям с соотечественниками.
В 1999—2003 годах — депутат Государственной Думы третьего созыва по Северо-Осетинскому одномандатному избирательному округу № 21 (Республика Северная Осетия — Алания). Заместитель председателя комитета по делам Содружества независимых государств и связям с соотечественниками.
В 2002 году- кандидат в Президенты Республики Северная Осетия-Алания https://ria.ru/20020127/60193.html

## Награды
- Почётная грамота ЦК ВЛКСМ (1985)
- медаль «В память 850-летия Москвы» (1997)
- Почётная Грамота Государственной Думы РФ (2000)
- орден Почёта (ПМР)
- Орден Дружбы РЮО (2015)
- Орден Почёта РЮО (2020)

## Интервью
- Анатолий Чехоев: «Все граждане СССР имеют право на российское гражданство». Интервью взял Роман Манекин. // km.ru - 13.11.2003
- НОВЫЙ ЗАКОН О ГРАЖДАНСТВЕ РФ - ПОСЛЕДНЯЯ ТОЧКА В РАЗВАЛЕ СОВЕТСКОГО СОЮЗА
- "Раковая опухоль Панкиси" (недоступная ссылка)
- "Закон о гражданстве бьет по своим на радость чужим"
- “Осетия вошла в состав России на четверть века раньше Грузии”
- " Анатолий Чехоев встречает юбилей"